# Yonnhy Pérez
Yonnhy Pérez (ur. 18 stycznia 1979 w Cartagena de Indias) – kolumbijski bokser, były zawodowy mistrz świata organizacji IBF w kategorii koguciej (do 118 funtów).
W 2003 wywalczył brązowy medal igrzysk panamerykańskich.
Zawodową karierę rozpoczął w lipcu 2005 roku. Do końca 2008 roku stoczył osiemnaście zwycięskich walk. 29 maja 2009 roku w walce eliminacyjnej IBF pokonał przez techniczny nokaut w ostatniej, dwunastej rundzie Silence Mabuzę. Do czasu nokautu Mabuza wygrywał pojedynek na punkty. Pięć miesięcy później Pérez stanął przed szansą zdobycia tytułu mistrza świata IBF: 31 października 2009 roku pokonał na punkty ówczesnego mistrza tej federacji Josepha Agbeko i odebrał mu pas mistrzowski.